# Herzenskönigin
Herzenskönigin (Hjärter dam), op. 445, är en polka-française av Johann Strauss den yngre. Den framfördes första gången den 6 februari 1893 i Sofienbad-Saal i Wien.

## Historia
Den 24 december 1892 skrev Johann Strauss till Fritz Simrock, som var Strauss förläggare i Berlin: "Concordia"-balen kommer äga rum den 6 februari 1893. Det kommer bli första framförandet av den polka-française som jag skickar dig inom några dagar, så att du kan ge ut den i god tid".
Strauss specificerade inte vilken komposition han avsåg men den 2 februari 1893 skrev tidningen Neue Freie Presse om en "osedvanligt stor efterfrågan" efter biljetter till Wiens Författare- och Journalistförening "Concordias" bal den 6 februari samma år. Tidningen avslöjade också att Carl Michael Ziehrer och Eduard Strauss hade engagerats med sina orkestrar för att sörja för den musikaliska underhållningen. Två av verken var skrivna av bröderna Strauss: Johanns polka Sensationelles och Eduards polka Die Recensenten. Men dessa titlar finns inte med i katalogen över familjens Strauss publicerade verk. Båda verken publicerades verkligen, men under andra titlar: Die Recensenten blev till Die Sentimental (op. 289) och Johanns Sensationelles publicerades som Herzenskönigin.
Det är osäkert huruvida Simrock följde Strauss förslag i sitt brev och gav ut polka i tid till balen den 6 februari 1893. Vid den tiden hade relationerna mellan kompositör och förläggare brutit samman. Efter fiaskot med deras gemensamma projekt, operan Ritter Pásmán, kunde inte Simrock bestämma om han skulle ge ut Strauss nästa verk, operetten Fürstin Ninetta. Strauss tvekade knappt innan han skrev kontrakt med sin tidigare förläggare August Cranz.

## Om polkan
Speltiden är ca 2 minuter och 42 sekunder plus minus några sekunder beroende på dirigentens musikaliska tolkning.

## Weblänkar
- Herzenskönigin i Naxos-utgåvan.